# Estrató de Sardes
Estrató (en llatí Straton, en grec Στράτων) va ser un poeta epigramàtic grec nadiu de Sardes, que va compilar una antologia anomenada Μοῦσα παιδική (La Musa dels nens), segons explica Constantí Cefalàs a l'Antologia palatina.
Aquesta antologia d'Estrató incloïa epigrames de l'antiga Garlanda de Meleagre i de l'Antologia de Filip, epigrames d'altres fonts, i també poemes del mateix Estrató. En total s'incloïen 258 poemes dels quals 98 eren d'Estrató. Aquesta antologia va formar la darrera secció de l'antologia de Planudes. Els seus epigrames són elegants i intel·ligents, però han escandalitzat per la seva temàtica homosexual i pederasta.
Va viure al segle ii, ja que l'Antologia de Filip està datada al final del segle i, i és esmentat per Diògenes Laerci que va escriure molt probablement al començament del segle iii. Per una menció que fa del metge Artemidor Capit s'ha suposat que va viure en temps de l'emperador Hadrià.